# Petja Piiroinen
Petja Piiroinen (Hyvinkää, 15 augustus 1991) is een Finse snowboarder. Hij is de jongere broer van snowboarder Peetu Piiroinen.

## Carrière
Bij zijn wereldbekerdebuut, in december 2007 in Sofia, eindigde Piiroinen op de achtste plaats op het onderdeel Big Air. Twee weken na zijn debuut, in januari 2008, stond de Fin in Graz voor de eerste maal in zijn carrière op het podium van een wereldbekerwedstrijd. Tijdens de wereldkampioenschappen snowboarden 2009 in Gangwon eindigde Piiroinen als zesde op het onderdeel Big Air.
Op de wereldkampioenschappen snowboarden 2011 in La Molina veroverde de Fin de wereldtitel op het onderdeel Big Air. In Oslo nam Piiroinen deel aan de WSF wereldkampioenschappen snowboarden 2012, op dit toernooi werd hij uitgeschakeld in de kwartfinale op het onderdeel slopestyle. Tijdens de FIS wereldkampioenschappen snowboarden 2013 in Stoneham-et-Tewkesbury eindigde hij als achtste op het onderdeel Big Air en als negende op het onderdeel slopestyle.

## Resultaten

### Wereldkampioenschappen
| FIS  | FIS                    | FIS                      |
| Jaar | Plaats                 | Resultaten               |
| ---- | ---------------------- | ------------------------ |
| 2009 | Gangwon                | 6e Big Air               |
| 2011 | La Molina              | Big Air                  |
| 2013 | Stoneham-et-Tewkesbury | 8e Big Air 9e Slopestyle |

| WSF  | WSF    | WSF          |
| Jaar | Plaats | Resultaten   |
| ---- | ------ | ------------ |
| 2012 | Oslo   | KF Slopstyle |

### Wereldbeker
Eindklasseringen
| Seizoen   | Algm  | BA     | SBS |
| --------- | ----- | ------ | --- |
| 2007/2008 | 60e   | 4e     | –   |
| 2008/2009 | 110e  | 15e    | –   |
| 2009/2010 | 106e  | 15e    | –   |
| 2010/2011 | 27e   | 13e    | –   |
| 2011/2012 | Brons | Zilver | 11e |